# Aslanbek Inalowitsch Jenaldijew
Aslanbek Inalowitsch Jenaldijew (russisch Асланбек Иналович Еналдиев, wiss. Transliteration Aslanbek Inalovič Enaldiev; * 18. Dezember 1947 in Kosta, Nordossetische ASSR, Sowjetunion; † 30. Mai 2015 in Wladikawkas) war ein sowjetischer Gewichtheber ossetischer Abstammung. Er war 1977 Vize-Weltmeister im Superschwergewicht.

## Werdegang
Aslanbek Jenadijew wuchs in Kosta auf. Als Jugendlicher hatte er Juri Wlassow zum Vorbild und fing deshalb in seinem Heimatort mit dem Gewichtheben an. Kazbek Dschaparow wurde sein erster Trainer. Später arbeitete er als Dreher in einer landwirtschaftlichen Kolchose und hatte keine Zeit mehr zum Training. Erst als er in Ordschonikidse (heute Wladikawkas) an einer landwirtschaftlichen Hochschule mit einem Studium begann, begann er auch bei Spartak Ordschonikidse wieder mit dem Gewichtheben, wobei Robert Ikajew sein Trainer wurde.
Seinen ersten Wettkampf bestritt er 1967 mit einem Körpergewicht von 73 kg und erzielte dabei 282,5 kg im olympischen Dreikampf. Im Laufe der Zeit wurde er immer schwerer. Seinen ersten bemerkenswerten Erfolg erzielte er 1971 bei der sowjetischen Juniorenmeisterschaft (U 23), wo er mit 477,5 kg (160-135-182,5) im 2. Schwergewicht (bis 110 kg Körpergewicht) den 3. Platz belegte. Während seiner Militärdienstzeit wurde er im Jahre 1972 mit 525 kg im olympischen Dreikampf Armeemeister der Sowjetunion und war damit der erste ossetische Heber, der im olympischen Dreikampf die 500 kg-Grenze überbot.
1974 belegte Aslanbek Jenaldijew bei der Meisterschaft der UdSSR im Superschwergewicht (über 110 kg Körpergewicht) mit 390 kg (172,5–217,5) den 2. Platz hinter Wassili Alexejew, der 420 kg im Zweikampf erzielte. 1974 nahm er gemeinsam mit Wassili Alexejew in London an einem von dem damaligen Generalsekretär des Internationalen Gewichtheber-Verbandes (IWF) Oscar State veranstalteten Turnier, das den hochtrabenden Namen "Stärkster Heber der Welt" trug, teil und belegte dort mit 407,5 kg (177,5–230) den 2. Platz hinter Alexejew, der auf 410 kg (177,5–232,5) kam.
1975 belegte Aslanbek Jenaldijew bei der Völkerspartakiade der UdSSR, gleichzeitig sowjetische Meisterschaft, in Wilna mit 402,5 kg (175–227,5) hinter Alexejew, 422,5 kg u. Walentin Kuzmin, 402,5 kg den 3. Platz. Gegen Ende des Jahres 1975 steigerte er bei einem Turnier in Tscheljabinsk seine Bestleistung im Zweikampf auf 415 kg (180–235).
1976 konnte Aslanbek Jenaldijew wegen einer Verletzung nicht an der sowjetischen Meisterschaft teilnehmen. Wiederhergestellt gewann er aber ein Pokalturnier in Swerdlowsk mit 435 kg (187,5–247,5) und erzielte damit genau so viel wie Wassili Alexejew als Sieger der sowjetischen Meisterschaft 1976. Als die sowjetischen Trainer beabsichtigten Jenaldijew zusammen mit Alexejew bei den Olympischen Spielen in Montreal im Superschwergewicht starten zu lassen, intervenierte Alexejew nach einer Darstellung von Jenaldijew in einem Interview persönlich beim sowjetischen Sportminister und stellte diesen vor die Alternative, entweder ich oder Jenaldiejew, aber nicht beide. Der Minister entschied sich dann für Alexejew, der schon vielfacher Weltmeister und Olympiasieger 1972 war.
1977 wurde Aslanbek Jenaldijew in Abwesenheit von Wassili Alexejew erstmals sowjetischer Meister im Superschwergewicht mit einer Leistung von 415 kg (193–230). Im Anschluss daran erzielte er bei einem Turnier in Wilna 435 kg (185–250) und beim Pannonia-Turnier in Budapest 432,5 kg (190–242,5). Beide Male wurde er Sieger. Er wurde daraufhin gemeinsam mit Wassili Alexejew bei der Welt- und Europameisterschaft 1977 in Stuttgart im Superschwergewicht eingesetzt. In Stuttgart belegte er mit 422,5 kg (182,5–240) den 2. Platz hinter Alexejew, der 430 kg (185–245) erzielte. Lt. Darstellung von Jenaldijew wurde er dabei von Cheftrainer Khuduschow gezwungen im Reißen und letztlich damit auch im Zweikampf absichtlich unter der Leistung von Alexejew zu bleiben, weil Alexejew in Stuttgart als strahlender Sieger dastehen sollte. Alexejew war bei Staats- und Parteichef Breschnew äußerst beliebt, weil dieser in ihm die Verkörperung der sowjetischen Stärke sah. Dieser Eindruck sollte nicht zerstört werden.
Im Jahre 1978 erzielte Aslanbek Jenaldijew beim Turnier der Freundschaft in Moskau im Superschwergewicht mit 425 kg (180–245) wieder eine hervorragende Leistung. Bei der Weltmeisterschaft in Gettysburg wurde aber nicht er, sondern der neue sowjetische Meister Sultan Rachmanow und der alternde Star Wassili Alexejew, der völlig außer Form war, eingesetzt. Rachmanow enttäuschte bei dieser Weltmeisterschaft und wurde mit 417,5 kg nur 2. Sieger hinter Jürgen Heuser aus der DDR, der ebenfalls 417,5 kg erzielte, aber erheblich leichter war als Rachmanow. Wassili Alexejew fabrizierte im Stoßen drei Fehlversuche und fiel damit ganz aus der Wertung.
1979 war Aslanbek Jenaldijew zunächst nicht mehr in einer so guten Form wie in den drei Jahren vorher. Er belegte aber bei der Völkerspartakiade (zgl. sowjetische Meisterschaft) in Leningrad mit 410 kg (177,5–232,5) immer noch den 2. Platz vor Eugen Popow, Bulgarien, 407,5 kg u. Wladimir Martschuk, 397,5 kg. Beim Baltic Cup 1979 in Tallinn erzielte er als Sieger aber schon wieder sehr gute 425 kg (182,5–242,5) und gewann damit vor seinem Landsmann Wiktor Okorokow, 412,5 kg u. Senno Salzwedel, DDR, 362,5 kg. Bei der Weltmeisterschaft 1979 wurde er aber wieder nicht eingesetzt.
Im Jahre 1980 gewann Aslanbek Jenaldijew beim UdSSR-Cup mit 435 kg (185–250) die Konkurrenz im Superschwergewicht. Bei den Olympischen Spielen in Moskau wurden ihm aber erneut Sultan Rachmanow und Wassili Alexejew vorgezogen. Rachmanow wurde mit 440 kg Olympiasieger, während Alexejew nach schwachen 180 kg im Reißen im Stoßen wieder drei Fehlversuche hatte und aus der Wertung fiel. Die Silbermedaille in Moskau wurde von Jürgen Heuser aus der DDR mit 410 kg gewonnen, eine Leistung, die Aslanbek Jenaldijew allemal geschafft hätte.
1981 wurde schließlich das letzte Wettkampfjahr von Aslanbek Jenaldijew. Er erzielte dabei bei der sowjetischen Meisterschaft mit 435 kg (185–250) noch einmal ein hervorragendes Ergebnis, mit dem er hinter Sultan Rachmanow, der 440 kg erzielte, den 2. Platz belegte. Zu einem weiteren Start bei einer Welt- oder Europameisterschaft kam er aber nicht mehr.
In dem oben genannten Interview nahm Aslanbek Jenaldijew auch dazu Stellung, weshalb er nur zu einem einzigen Einsatz bei einer internationalen Meisterschaft kam. Er führt das darauf zurück, dass er die Angebote, als Trainer nach Kiew oder Moskau zu gehen, stets ablehnte und in seiner ossetischen Heimat blieb. Außerdem verwies er auf den schwierigen Charakter von Wassili Alexejew, der lange Zeit neben sich keinen weiteren sowjetischen Heber bei den internationalen Meisterschaften dulden wollte, weil er als alleiniger Star dastehen wollte.
Aslanbek Jenaldijew lebte zuletzt in Wladikawkas und war Präsident des russischen Armdrücker-Verbandes.

## Internationale Wettkämpfe
(WM = Weltmeisterschaft, EM = Europameisterschaft, S = Schwergewicht, SS = Superschwergewicht, damals bis 110 kg bzw. über 110 kg Körpergewicht)
- 1974, 2. Platz, Turnier "Stärkster Heber der Welt" in London, SS, mit 407,5 kg (177,5–230), hinter Wassili Alexejew, UdSSR, 410 kg (177,5–232,5)
- 1975, 1. Platz, Pokal der Freundschaft in Saporischschja, SS, mit 410 kg (177,5–232,5), vor Gerd Bonk, DDR, 400 kg (170–230) u. Walentin Kuzmin, UdSSR, 395 kg (170–225)
- 1975, 2. Platz, Turnier "Stärkster Heber der Welt" in London, mit 400 kg (170–230), hinter Christo Plaschkow, Bulgarien, 412,5 kg u. vor Jan Nagy, Ungarn, 400 kg
- 1975, 1. Platz, Turnier in Tscheljabinsk, SS, mit 415 kg (180–235), vor Powaga, 395 kg u. Kuzmin, 395 kg, bde. UdSSR
- 1977, 1. Platz, Pokal der Freundschaft in Wilna, SS, mit 435 kg (185–250), vor Jürgen Heuser, DDR, 385 kg (170–215)
- 1977, 1. Platz, Pannonia-Turnier in Budapest, SS, mit 432,5 kg (190–242,5), vor Christo Plaschkow, 392,5 kg (182,5–210) u. Walker, USA, 350 kg
- 1977, 2. Platz, WM + EM in Stuttgart, SS, mit 422,5 kg (182,5–240), hinter Wassili Alexejew, UdSSR, 430 kg (185–245) u. vor Jürgen Heuser, 420 kg (185–237,5)
- 1978, 1. Platz, Turnier der Freundschaft in Moskau, SS, mit 425 kg (180–245), vor Nilsson, Schweden, 375 kg u. Tom Stock, USA, 372,5 kg
- 1979, 1. Platz, Baltic-Cup in Tallinn, SS, mit 425 kg (182,5–242,5) vor Wiktor Okorokow, UdSSR, 412,5 kg u. Senno Salzwedel, DDR, 362,5 kg
- 1980, 1. Platz, UdSSR-Cup, SS, mit 435 kg (185–250), vor Anatoli Pisarenko, 405 kg u. A. Spivak, 397,5 kg, bde, UdSSR
- 1981, 1. Platz, Pokal-Wettkampf in Alma-Ata, SS, mit 405 kg (175–230), vor Gusow, 395 kg u. Blagordarny, 382,5 kg, bde. UdSSR

## WM + EM-Einzelmedaillen
- WM-Silbermedaille: 1977/Stoßen
- WM-Bronzemedaille: 1977/Reißen
- EM-Silbermedaille: 1977/Stoßen
- EM-Bronzemedaille: 1977/Reißen

## UdSSR-Meisterschaften
- 1974, 2. Platz, SS, mit 390 kg, hinter Wassili Alexejew, 420 kg u. vor Alexander Borodin, 385 kg
- 1975, 3. Platz, SS, mit 402,5 kg, hinter Wassili Alexejew, 422,5 kg u. Walentin Kuzmin, 402,5 kg
- 1977, 1. Platz, SS, mit 415 kg, vor Wiktor Okorokow, 397,5 kg u. Oleg Tschapaikin, 395 kg
- 1979, 2. Platz, SS, mit 410 kg, hinter Sultan Rachmanow, 420 kg u. vor Wladimir Martschuk, 397,5 kg
- 1981, 2. Platz, SS, mit 435 kg, hinter Sultan Rachmanow, 440 kg u. vor Leon Kaplun, 410 kg